# Il più grande pasticcere
Il più grande pasticcere è stato un programma televisivo italiano in onda dal 2014 in prima serata su Rai 2.
Si tratta della versione italiana del talent show culinario francese Qui sera le prochain grand pâtissier?, trasmesso in Francia sul canale France 2 e in Italia su Sky Uno (con successiva replica su Cielo) con il titolo Master Pasticcere di Francia.

## Il programma
Il programma è stato condotto nella prima edizione da Caterina Balivo e le puntate sono commentate da lei stessa: dalla seconda non vi sono conduttori, come il format originale francese. I giudici sono tre pasticceri di fama mondiale: Luigi Biasetto, Leonardo Di Carlo e Roberto Rinaldini. Il tutor delle prove in esterna è l'altro importante nome del settore Iginio Massari, il quale, nell'anteprima della versione originale su Sky, dispensa consigli di pasticceria.
In questo talent partecipano 30 aspiranti pasticceri tutti reclutati presso la Boscolo Etoile Academy di Tuscania che si affronteranno in diverse prove per vincere il superpremio e la possibilità di editare un personale libro di ricette.

### Prove
- Prima prova: gli aspiranti pasticceri devono preparare un dolce nel gusto e nella presentazione secondo un tema scelto dai giudici ed entro un termine prestabilito. Al termine di questa prova, poi, dopo l'assaggio da parte dei giudici verranno decretati i peggiori della prova che andranno a disputare la prova eliminatoria.
- Prova in esterna: in questa prova, i concorrenti che hanno superato la prima precedente dovranno realizzare un dessert o un buffet di dolci per un evento particolare che si svolge in un determinato luogo italiano, confrontandosi con la tradizione della pasticceria italiana divisi in squadre o in coppie e assistiti dal tutor Iginio Massari. Al termine di questa prova, i peggiori giudicati da Massari andranno anch'essi a disputare la prova eliminatoria.
- Prova eliminatoria: In quest'ultima prova, i pasticceri peggiori della prima prova e della prova in esterna si sfideranno in una prova di abilità a tempo dentro l'Accademia, dopodiché al termine di questa manche verrà decretato il peggiore che verrà eliminato.

## Edizioni
| Edizione | Inizio           | Finale           | Puntate | Presentatore                           | Giudici                                                           | Concorrenti | Vincitore         | Telespettatori | Share |
| -------- | ---------------- | ---------------- | ------- | -------------------------------------- | ----------------------------------------------------------------- | ----------- | ----------------- | -------------- | ----- |
| 1ª       | 25 novembre 2014 | 23 dicembre 2014 | 5       | Caterina Balivo                        | Luigi Biasetto Leonardo Di Carlo Iginio Massari Roberto Rinaldini | 10          | Antonio Daloiso   | 1.693.000      | 6,72% |
| 2ª       | 27 ottobre 2015  | 2 dicembre 2015  | 6       | Alessandra Korompay (voce fuori campo) | Luigi Biasetto Leonardo Di Carlo Iginio Massari Roberto Rinaldini | 10          | Sebastiano Caridi | 1.659.000      | 7,07% |

### Prima edizione (2014)
La prima edizione de Il più grande pasticcere è andata in onda su Rai 2 dal 25 novembre al 23 dicembre 2014. Il vincitore della prima edizione è stato Antonio Daloiso, seguito da Gianluca Forino e Roberto Cantolacqua.

### Seconda edizione (2015)
La seconda edizione de Il più grande pasticcere è andata in onda dal 27 ottobre al 2 dicembre 2015 su Rai 2. In questa edizione non è presente Caterina Balivo come conduttrice, ma le prove vengono commentate dalla voce fuori campo di Alessandra Korompay. Il vincitore della seconda edizione è stato Sebastiano Caridi, seguito da Lorenzo Puca e Debora Vena.